# Marine nigériane
La marine nigériane (en anglais : Nigerian Navy, en abrégé NN) est la force navale des forces armées de la République fédérale du Nigeria. Avec 75 navires de guerre (dont les deux frégates Thunder et Aradu), elle est classée comme la cinquième marine la plus puissante d'Afrique (après l'Afrique du Sud, l'Egypte, l'Algérie et le Maroc). Elle est considérée comme bien entraînée et a participé à plusieurs missions de paix.

## Histoire
La marine nigériane actuelle doit son origine aux Nigerian Marines, unité formée en 1914 après la fusion du Protectorat du Nigeria du Nord et du Protectorat du Nigeria du Sud de l'époque dans la Colonie et protectorat du Nigeria alors territoire de l'Empire britannique. Le Nigerian Marines était une organisation quasi-militaire. Ses responsabilités comprenaient l'administration des ports et des havres, le dragage des canaux, le balisage et l'éclairage. Il exploitait également des services de traversiers et d'autres petites embarcations qui sillonnaient les diverses criques et autres voies navigables intérieures.
La première de ces nouvelles organisations était la Nigerian Ports Authority (en), chargée de la gestion des ports et de la sécurité de la navigation. La deuxième organisation était le Département des voies navigables intérieures, qui a pris en charge la gestion des ferries et des lancements touristiques. La troisième organisation était la Nigerian Naval Force , composée principalement d'officiers de réserve de la Royal Navy et de vétérans qui avaient été transféré à l'Autorité portuaire nigériane de l'ancien Nigerian Marines. Sa responsabilité première était de former le personnel et de mettre en place l'infrastructure appropriée nécessaire à la marine prévue lors de l'indépendance du pays en 1960. Le premier établissement de formation de base pour la future marine - le HMNS Quorra - a été créé le 1er novembre 1957 avec 60 matelots juniors, qui ont suivi un cours de matelotage de base de 6 mois .
En juillet 1959, la force navale nigériane a été transformée en une marine à part entière lorsque la reine Élisabeth II lui a accordé la permission d'utiliser le titre de Royal Nigerian Navy. Le titre a été changé en Nigerian Navy en 1963 après que le Nigéria soit devenu une république. La tâche constitutionnelle de la marine a été élargie en 1964 après l'abrogation de l'ordonnance de 1958. La nouvelle loi, connue sous le nom de Navy Act de 1964, chargeait pour la première fois la marine de la «défense navale du Nigéria». Les autres tâches assignées à la marine par la loi de 1964 étaient essentiellement des fonctions de garde côtière, à savoir : aider à l'application des lois douanières, effectuer des levés hydrographiques et former des officiers et des hommes aux fonctions navales.
Ces tâches étaient essentiellement des fonctions de routine de toute marine. Par conséquent, les dirigeants navals ont commencé à faire pression sur les dirigeants politiques pour qu'ils redéfinissent le rôle constitutionnel de la marine. En 1993, cette pression a donné le résultat escompté et en vertu d'une nouvelle loi, le décret 105 sur les forces armées (maintenant connu sous le nom de loi sur les forces armées), a été incorporé dans la Constitution de 1999. La marine nigériane s'est vu confier des rôles militaires et constabulaires élargis, en particulier dans les secteurs pétrolier et gazier de l'économie maritime nigériane.
En 2020, la piraterie récurrente fait du Golfe de Guinée au large du Nigeria l'une des zones maritimes les plus dangereuses au monde. Les attaques de bateaux et les enlèvements y sont relativement fréquents entraînant des pertes humaines dans la marine.

## Structure de commandement
La marine nigériane est en 2020 structurée en 9 branches :
- Quartier général naval :
- 5 commandements :
  - Commandement naval de l'Ouest (Apapa)
  - Commandement naval de l'Est (Yenagoa)
  - Commandement naval du Centre (Calabar)
  - Commandement de la formation navale (Apapa)
  - Commandement logistique (Oghara)
- 3 unités autonomes :
  - Naval Ordnance Depot (NOD),
  - Naval Doctrine and Assessment Center(NDAC),
  - Navy Holdings Limited (NHL) : Naval Dockyard Limited (NDL), Naval Shipyard Limited (NSYL), Naval Building & Construction Company Limited (NBCCL), Navy Hotels & Suites Limited (NHSL), Navy Micro Finance Bank Limited (NMFBL), Navy Maritime Services Limited (NMSL) ), Naval Exchange (NAVEX), Naval Engineering Services Limited (NESL) et Navy Clearing and Forwarding Services Limited (NCFSL).

### Force aérienne de la marine nigériane
Le 101e Escadron a été créé en 1985, basé à Navytown, près d'Ojo dans l'État de Lagos. Elle exploite des hélicoptères Westland Lynx Mk.89 pour la guerre anti-sous-marine et les opérations de recherche et sauvetage à partir de la frégate de classe Meko 360, le NNS Aradu (F89). Pendant un certain temps, l'escadron a exploité des hélicoptères Agusta A.109 de la base navale de Warri pour des fonctions de lutte contre la contrebande et de protection contre les hydrocarbures.

### Aėronefs
| Modèle               | Photo | Type                                                  | Origine     | En service | Notes |
| -------------------- | ----- | ----------------------------------------------------- | ----------- | ---------- | ----- |
| Agusta A.109         |       | Hélicoptère léger polyvalent                          | Italie      | 8          |       |
| Westland Lynx        |       | Hélicoptère de transport et de lutte anti-sous-marine | Royaume-Uni | 0 (3)      |       |
| Aeronautics Aerostar |       | Drone de reconnaissance                               | Israël      | ??         |       |
| AgustaWestland AW139 |       | Hélicoptère polyvalent                                | Italie      | 1          | 3     |

La marine nigériane souhaite acquérir d'anciens hélicoptères américains Boeing CH-46 Sea Knight et Kaman SH-2 Seasprite.

### Forces spéciales
Le Special Boat Service est une unité d'opérations spéciales de la marine nigériane. C'est une unité conçue d'après le Special Boat Service de la Royal Navy. Il est principalement axé sur, mais pas limité à ; opérations littorales et fluviales, y compris la reconnaissance et la surveillance ; reconnaissance secrète de la plage avant un assaut amphibie ; la récupération ou la protection des navires et des installations pétrolières soumis à une action hostile ; contre-terrorisme maritime ; et action offensive.
Le 21 avril 2020, dix commandos SBS sont montés à bord du Tommi Ritscher , un porte-conteneurs capturé par des pirates au large du Bénin . Les autorités béninoises ont donné aux commandos du SBS une lettre de félicitations.

## Flotte actuelle
Le préfixe officiel NNS signifie Nigerian Navy Ship.

### Frégate
La marine nigériane possède une frégate MEKO 360H1 qui est en février en cours de réparation et assumera un nouveau rôle de navire d'entraînement au combat et de patrouille en raison de son âge et de l'obsolescence de ses armes de bord .
| Nom             | Photo | Classe             | Origine   | Notes                                |
| --------------- | ----- | ------------------ | --------- | ------------------------------------ |
| NNS Aradu (F89) |       | Classe MEKO 360 H1 | Allemagne | Entré en service le 20 février 1982. |

### Patrouilleurs
| Nom                 | Photo | Classe          | Origine    | Notes |
| ------------------- | ----- | --------------- | ---------- | ----- |
| NNS Thunder (F90)   |       | Classe Hamilton | États-Unis | Actif |
| NNS Okpabana (F93)  |       | Classe Hamilton | États-Unis | Actif |
| NNS Centenary (F91) |       | Classe Type 056 | Chine      | Actif |
| NNS Unity (F92)     |       | Classe Type 056 | Chine      | Actif |

### Navires d'attaque rapide/Patrouilleurs
| Nom                 | Photo | Classe                  | Origine   | Notes                                         |
| ------------------- | ----- | ----------------------- | --------- | --------------------------------------------- |
| NNS Andoni (P100)   |       | Seaward Defence Boat    | Nigeria   | Construit par Nigerian Naval Dockyard en 2012 |
| NNS Karaduwa (P102) |       | Seaward Defence Boat    | Nigeria   | Construit par Nigerian Naval Dockyard en 2016 |
| NNS SDBII           |       | Seaward Defence Boat    | Nigeria   |                                               |
| NNS Ekpe (P178)     |       | Lürssen FPB-57          | Allemagne |                                               |
| NNS Damisa (P179)   |       | Lürssen FPB-57          | Allemagne |                                               |
| NNS Agu (P180)      |       | Lürssen FPB-57          | Allemagne |                                               |
| NNS Dorina (P101)   |       | Ocea FPB 98 MKII        | France    |                                               |
| NNS Siri (P181)     |       | Classe Combattante IIIb | France    |                                               |
| NNS Ayam (P182)     |       | Classe Combattante IIIb | France    |                                               |
| NNS Ekun (P183)     |       | Classe Combattante IIIb | France    |                                               |
|                     |       | Classe Wave Rider       | Sri Lanka |                                               |
| NNS Zaria (P173)    |       | Classe Sea Eagle        | Singapour |                                               |
| NNS Burutu (P174)   |       | Classe Sea Eagle        | Singapour |                                               |

### Patrouilleurs de service
| Nom                | Photo | Classe               | Origine    | Notes                        |
| ------------------ | ----- | -------------------- | ---------- | ---------------------------- |
| NNS Kyanwa (A 501) |       | Class C, buoy tender | États-Unis | ex-USCGC Sedge (WLB-402)     |
| NNS Ologbo (A 502) |       | Class A, buoy tender | États-Unis | ex-USCGC Cowslip (WLB-277)   |
| NNS Nwamba (A 503) |       | Class C, buoy tender | États-Unis | ex-USCGC Firebus (WLB-393)   |
| NNS Obula (A 504)  |       | Class C, buoy tender | États-Unis | ex-USCGC Sassafras (WLB-401) |

### Patrouilleurs côtiers
| Type                                 | Photo | Nombre | Origine    | Notes |
| ------------------------------------ | ----- | ------ | ---------- | ----- |
| Classe Shaldag MK2                   |       | 5      | Israël     |       |
| Classe Manta                         |       | 22     | Singapour  |       |
| Classe Defender USCG                 |       | 15     | États-Unis |       |
| Classe Cedric                        |       | 9      | Sri Lanka  |       |
| Classe Epenal (Security patrol boat) |       | 30     | Nigeria    |       |

### Dragueurs de mines
| Nom               | Photo | Classe        | Origine | Notes |
| ----------------- | ----- | ------------- | ------- | ----- |
| NNS Ohue (M371)   |       | Classe Lerici | Italie  |       |
| NNS Barama (M372) |       | Classe Lerici | Italie  |       |

### Navires de guerre amphibies
| Nom                    | Photo | Classe                | Origine   | Notes                        |
| ---------------------- | ----- | --------------------- | --------- | ---------------------------- |
| NNS Ambe (LST1312)     |       | Classe Hippo Type 502 | Allemagne | ?                            |
| NNS Ofiom (LST1312)    |       | Classe Hippo Type 502 | Allemagne | ?                            |
| NNS TBA (Damen LST100) |       | Landing Ship Tank     | Pays-Bas  | En attente de livraison 2022 |

### Navires auxiliaires
| Nom                 | Classe                               | Origine     | Notes                              |
| ------------------- | ------------------------------------ | ----------- | ---------------------------------- |
| NNS Lana (A 498)    | Classe Bulldog                       | Royaume-Uni | Brooke Marine                      |
| NNS Amariya         |                                      |             | Yacht présidentiel et navire-école |
| NNS Argungu (P 165) | Classe Argungu                       | Allemagne   |                                    |
| NNS Yola (P 166)    | Classe Argungu                       | Allemagne   |                                    |
| NNS Bras (P 169)    | Classe Argungu                       | Allemagne   |                                    |
| NNS Epe (P 170)     | Classe Argungu                       | Allemagne   |                                    |
| NNS Makurdi (P 167) | Classe Makurdi                       | Royaume-Uni |                                    |
| NNS Hadejia (P 168) | Classe Makurdi                       | Royaume-Uni |                                    |
| NNS Jebba (P 171)   | Classe Makurdi                       | Royaume-Uni |                                    |
| NNS Oguta (P 172)   | Classe Makurdi                       | Royaume-Uni |                                    |
| NNS Prosperity      | Classe Emer                          | Irlande     | navire-école                       |
| NNS Okpoku (P175)   | Ocea FPB 72                          | France      | Livré en 2013                      |
| NNS Bomadi (P176)   | Ocea FPB 72                          | France      | Livré en 2013                      |
| NNS Badagry (P177)  | Ocea FPB 72                          | France      | Livré en 2013                      |
| NNS Shiroro (P185)  | Ocea FPB 72                          | France      | Livré en 2017                      |
| NNS Ose (P186)      | Ocea FPB 72                          | France      | Livré en 2017                      |
| NNS Gongola (P189)  | Ocea FPB 72                          | France      | Livré en 2018                      |
| NNS Calabar (P190)  | Ocea FPB 72                          | France      | Livré en 2018                      |
| NNS TBA (-)         | Ocea OSV 190 Bâtiment hydrographique | France      | En attente de livraison            |

## Personnalités liées
- Itunu Hotonu (1959-), officière de marine et architecte nigériane.